# John Goodyer
John Goodyer est un botaniste britannique, né en 1592 à Alton dans le comté du Hampshire, et mort en 1664.

## Biographie
On ignore comment il fit ses études. Il vécut à Petersfield (Hampshire) dans une maison qui existe toujours. Sa réputation est si grande qu’en 1643, durant la guerre civile britannique, Ralph Hopton, l’un des principaux commandants de l’armée royaliste, ordonne à ses troupes de protéger John Goodyer, sa maison, sa famille, ses serviteurs et ses biens. Il est enterré sous une dalle sans marque à l’église de St Mary’s, Buriton.